# فتيات روكودو الطالحات
فتيات روكودو الطالحات (باليابانية: 六道 の 悪 女 た ち) وينطق باليابانية: لوكودو نو أونا - تاتشي ويترجم بالعربية حرفيا إلى فتيات روكودو الشريرات) وهي عبارة عن سلسلة مانغا يابانية من تأليف رسم المانغاكا يوجي ناكامورا. نشرت المانغا في مجلة أكتين شوتين الأسبوعية تشامبيون شونن الأسبوعية في الفترة من يونيو 2016 إلى أبريل 2021، حيث تم جمع فصولها في ستة وعشرين مجلدا تانكوبون. وتم تحويل المانغا إلى عرض مسلسل تلفزيوني أسبوعي من قبل استديو ساتيلايت وعرض في اليابان لأول مرة في 8 أبريل 2023.

## القصة
تدور القصة حول توسوكي روكودو Tousuke Rokudou، وهو طالب في السنة الأولى من الصف الثانوي يرتاد مدرسة أموري هاي الثانوية Amori High، وهي مدرسة يرتادها في الغالب الجانحون، يريد أن يعيش حياة هادئة سلمية مع أصدقائه، يعد بطلنا فتى خجول يريد أن يعيش حياته كحياة أي طالب في الثانوية دون مشاكل. ومع ذلك، يبدو أن هذا الأمر مستحيل لأنه يتعرض باستمرار للتخويف والتنمر من قبل زملائه الجانحين. عندما يائس روكودو وأصدقاؤه، يتلقى روكودو طردا غامضا من جدة المتوفى منذ زمن طويل. داخل الطرد زي الكاهن ولفافة غامضة ورثتها العائلة منذ فترة حكم سلالة هييآن لليابان، يقال إنه يحمل تقنية درء الشياطين والأرواح الشريرة. على أمل مكافحة معذبيه الجانحين، يخضع للطقوس لتفعيل قوة اللفافة. في البداية، يبدو أن التمرير ليس له أي تأثير على الجانحين في مدرسته، ولكن بمجرد إيقاف فتاة جانحة تعذب روكودو، يدرك أصدقاء بطلنا أن قوة هذه التقنية لا تمنع الأرواح الشريرة والوحوش، بل تجعل المستخدم مشهورا بالشر. نحيف. بعد أن أدرك إمكانات قدرته المكتشفة حديثا، تعهد روكودو بأن يصبح أقوى ويستخدم قوته لتحقيق حلمه في أن يعيش حياة مدرسية سلمية، فيلتف حوله عن غير قصد عددا من التلميذات الجانحات على طول الطريق ويصبحن حريمه.

## الشخصيات

### الشخصيات الأساسية
- توسوكي روكودو ( بِالْيَابَانِيَّةِ : 六道 桃 助، وَ يَنْطِقَ بِالْيَابَانِيَّةِ : لوكودو توسوكي )

مؤدي صوت الشخصية : جين ساتو
هو بطل الرواية الرئيسي في المسلسل، توسوكي روكودو ضعيف جسديا وجبانا يذهب إلى مدرسة مليئة بالطلاب المنحرفين. ويعيش هو وأصدقاؤه في خوف دائم ويتعرضون للتنمر بانتظام، مما يؤدي إلى قيام الثلاثي بالتنفيس عن إحباطهم على انفراد في مرحاض المدرسة. عند استلامه لفافة من جدة، يكتسب روكودو علامة نجمة خماسية خاصة على جبهته. استخدم أسلاف روكودو هذه التعويذة لطرد الأوني قديما منذ فترة هييآن، ولكن في العصر الحديث، تسبب التعويذة في وقوع أي "فتاة سيئة" في حبه على الفور بمجرد اتصاله بالعين. تغيرت حياته المدرسية بشكل جذري حيث لم يقتصر الأمر على اقتحام الثقافة المنحرفة في مدرسته، ولكنه واجه العديد من الفتيات، كل واحدة تطرح مشكلة جديدة. يساعد في إعادة تأهيل معظم الفتيات اللواتي يركزن عليهن، كل واحدة تقع في حب روكودو أو تصبح حليفة مقربة ويصبحن حريمه. بينما يرفض روكودو القتال في بداية القصة، إلا أن إصراره ورفضه الهرب قد نال الاحترام من المتنمرين السابقين. في وقت لاحق، تعلم الكونغ فو وتعلم معظم أساسياته من لينغ لان.
- رانّا هيماواري (بِالْيَابَانِيَّةِ: 向日葵乱奈، وَيَنْطِقَ بِالْيَابَانِيَّةِ: هيماوالي لانّا)

مؤدية صوت الشخصية: سوميري أوساكا
رانا هيماواري هي فتاة شابة مشهورة بسمعتها السيئة بين طلاب المدرسة حيث تنتمي لعائلة سوكيبان التي تستخدم سيف البوكين الخشبي، وغالبا ما توصف بأنها "وحش" لقوتها و عنفها. إنها أول فتاة تقع في حب روكودو بسبب تعويذته. وبشكل عام، لا تتحدث رانا أو تعبر عن الكثير من المشاعر بخلاف المسافة العاطفية ما لم يكن روكودو موجودا، ولكنها تتسامح مع أصدقائه. حول روكودو، إنها تبتسم. و لن تتردد في التوقف وحمايته عندما يكون في خطر، لكنها تحترم رغباته لأنها لم تتدخل بين قتال روكودو وإينوما عندما طلب منها ذلك وهاجمت فقط بمجرد طلب مساعدتها. وعندما كانت طفلة، تم الكشف أن رنا تم تبنيها من قبل زوجين مسنين لأن شخصا ما تركها على عتبة دارهم. لصدمتهم، حتى عندما كانت طفلة، كان لديها مظهر شيطاني مرعب. كبرت فلم تكن رانا أقل من كونها شيطانة وذلك يرجع لأفعالها القاسية، حتى أنها جرت بوحشية كاهنا ربطا بدراجتها ثلاثية العجلات. وبفضل الخرز الخاص بنفس الكاهن، أصبحت أكثر رقة، لكنها عادت بمجرد تحطم تلك الخرزات. وبعد سنوات، تلقت روكودو زوجا من هذه الخرزات، على الرغم من أنها الآن تهدئها تماما، مما جعلها تخشى بشدة منهم. لقبها هيماواري يعني عباد الشمس باللغة اليابانية.
- " العقيد أو الكولونيل " (ماسارو هينوموتو) (بِالْيَابَانِيَّةِ: 火 野 本 勝، وَيَنْطِقَ بِالْيَابَانِيَّةِ: هينوموتو ماسالو)

مؤدي صوت الشخصية: دايسوكي ناميكاوا
يرجح أن ماسارو هينوموتو الملقب ب "العقيد" لأنه يلبس القبعة العسكرية يتموه في لبسه، هو أحد أصدقاء روكودو منذ بداية المسلسل. يشارك روكودو حلمه في أن يعيش حياة مدرسية سلمية، خالية من المتنمرين الجانحين. جنبا إلى جنب مع روكودو وصديقهم "المدير"، يتجمعون في الحمام خلال ساعات الدراسة للتنفيس عن إحباطهم من الطريقة التي كانت عليها حياتهم في أموري هاي Amori High. و إلى جانب أنه أول من وضع نظرية مفادها أن القدرة التي تلقاها روكودو من اللفافة كانت تتمثل في جعله مشهورا ومحبوبا لدى "الفتيات الجانحات". وكثيرا ما يساعد في فض النزاعات التي يدخل فيها روكودو مع زملائه من المتنمرين.
"الرئيس أو المانجر " (كوتا كيجيما) (بِالْيَابَانِيَّة:木 嶋 耕 太، وَيَنْطِقَ بِالْيَابَانِيَّةِ: كيجيما كوتا)
مؤدي صوت الشخصية: أكيرا إيشيدا
كوتا كيجما لقب ب "المدير" على الأرجح بسبب زيه الرسمي وسلوكه العملي، يعد كوتا أحد أصدقاء روكودو في بداية المسلسل. مثل "العقيد" وروكودو، يرغب هو أيضا في عيش حياة سلمية في أموري هاي و يتعرض للتنمر المستمر من قبل زملائه الجانحين. مثل "العقيد"، ولاحظ أن روكودو يحظى بشعبية بين "الفتيات الجانحات" ويشار إليه إلى جانب روكودو وأصدقائه عندما يدخل في صراع مع المتنمرين من العصابات الجانحة.
- هارويا إينوما (بِالْيَابَانِيَّةِ: 飯 沼 波 瑠 也، وَيَنْطِقَ بِالْيَابَانِيَّةِ: هارويا إينوما)

مؤدي صوت الشخصية: هاروكي إيشيا
هارويا إينوما هو المتنمر الرئيسي على روكودو وأصدقائه، مما جعلهم يتعرضون لمقالب قاسية على حسابهم. بعد أن أيقظ روكودو قدرته السحرية أثر من غير قصد على صديقته تسوباكي فبالتالي وقعت تسوباكي في حب روكودو، فتحداه في قتال. على الرغم من كونه أقوى من روكودو بأغلبية ساحقة، إلا أن روكودو رفض الهرب وتعرض لضرب شديد قبل أن يطلب من رانا التدخل في القتال لمساعدته. أعجب إينيوما بمثابرته، وأصبح صديقا له و أصبح أحد أقرب حلفائه، وفي النهاية أصبح قريبا بدرجة كافية لمعرفة قوته. إنه أحد أقوى المقاتلين في منطقة مدرسة أموري هاي، خلف رانا وسيوري فقط من حيث القوة. إينوما يحب أكل الرامن وركوب الدراجات النارية، ويرغب في امتلاك عربة أو محل رامن متنقلة في يوم من الأيام. ومع ذلك إنه يحب تزيين دراجته النارية، لكنه يميل إلى جعلها مبهجة ومبهجة بشكل مفرط عن طريق إضافة لها إضافات غير ضرورية.
- تسوباكي ( بِالْيَابَانِيَّةِ: 椿، وَيَنْطِقَ بِالْيَابَانِيَّةِ: تسوباكي)

مؤدية صوت الشخصية: ميساتو ماتسوكا
تعد تسوباكي في الأصل واحدة من العديد من المتنمرين الذين يتنمرون على روكودو، وهي صديقة إينوما. وبعد أن وقعت تحت تأثير قوى روكودو السحرية، تندم على الطريقة التي عاملته بها، وتذهب إلى حمام الفتيان تعتذر له أثناء وجودها في الحمام. فوقوعها في حب روكودو جذب غضب إينوما، على الرغم من أنه بعد أن أصبح الاثنان صديقين، تسوباكي ظلت تتسكع بانتظام مع روكودو وصديقيه. ولم تعد تتفاعل مع قوة روكودو. يشتق اسمها من اللفظة اليابانية 椿 والتي تعني بالعربية زهرة الكاميليا.